# San Juan Bautista (Herrera)
San Juan Bautista è un comune (corregimiento) della Repubblica di Panama situato nel distretto di Chitré, provincia di Herrera. Si estende su una superficie di 8,3 km² e conta una popolazione di 11.823 abitanti (censimento 2010).